# Nenzing
Nenzing är en ort och köpingskommun i distriktet Bludenz i förbundslandet Vorarlberg i Österrike. I väster gränsar kommunen till Liechtenstein och i söder till Schweiz.
Kommunen består av sex orter (Ortschaften) (inom parentes invånarantal 1 januari 2024):
- Beschling (546)
- Gurtis (306)
- Latz (156)
- Mittelberg (923)
- Nenzing (4 510)
- Nenzinger Himmel (0)